# لورا كارو
لورا كارو (بالإسبانية: Laura Caro)‏ هي مغنية مكسيكية، ولدت في 22 ديسمبر 1983 في تيخوانا في المكسيك.

## وصلات خارجية
- الموقع الرسمي
- لورا كارو على موقع IMDb (الإنجليزية)
- لورا كارو على موقع ميوزك برينز (الإنجليزية)
- لورا كارو على موقع ديسكوغز (الإنجليزية)
- لورا كارو على موقع قاعدة بيانات الفيلم (الإنجليزية)